# Warner Bros. Discovery EMEA
Discovery Networks Europe (DNE) – europejski przedstawiciel amerykańskiego nadawcy Discovery. Transmituje 12 stacji telewizyjnych m.in. Discovery Channel czy Animal Planet łącznie w 19 językach, do 54 krajów Europy, Afryki i Bliskiego Wschodu. Główne biuro znajduje się w Londynie, ale firma posiada też oddziały w Polsce, Holandii czy Danii.

Logo Warner Bros. Discovery EMEA

## Stacje telewizyjne nadawane przez DNE

### Dostępne w polskiej wersji językowej
- Discovery (w tym Discovery HD)
- TLC (w tym TLC HD)
- Animal Planet HD
- DTX (w tym DTX HD)
- Discovery Science (w tym Discovery Science HD)
- Discovery Historia
- Discovery Life HD
- ID (w tym ID HD)

### Niedostępne w polskiej wersji językowej
- Discovery Home & Health
- Discovery Real Time
- Discovery Shed
- Discovery Turbo
- DMAX
- QUEST

## Discovery w Polsce
W Polsce w telewizjach kablowych i platformach cyfrowych aktualnie można oglądać 9 stacji należących do Discovery Networks Europe. Wszystkie kanały dostępne w Polsce opatrzone są lektorem w polskiej wersji językowej.
Discovery Polska zostało uruchomione w 1996 roku. Spółka Discovery Communications uruchomiła oddzielne, przeznaczone wyłącznie na polski rynek wersje stacji: Discovery Channel, Animal Planet i Discovery Historia, w lutym 2007 dołączyły do nich Discovery Science i Discovery World, a w październiku 2010 TLC. Siedziba Discovery Networks Polska znajduje się w Warszawie przy ulicy Bielańskiej 12.